# Mehran Ahmadi
Mehran Ahmadi (Teherán, 1973) es un actor iraní.

## Filmografía

### Películas
- 2016 – Breath
- 2014 – Tameshk
- 2014 – Totol & Mystery Chest
- 2013 – Track 143
- 2013 – The Bright Day
- 2013 – Avaye baran (TV Series)
- 2012 – Boghz
- 2012 – A Respectable Family
- 2011 – Thirteen 59
- 2011 – Alzheimer
- 2011 – Absolutely Tame Is a Horse
- 2011 – The Sound of My Foot
- 2010 – Hich
- 2009 – Endless Dreams
- 2009 – Bist
- 2008 – Over There
- 2007 – Adam

### Series de TV
- Carousel | Charkhe Falak (IRIB TV1, 2016)
- Zafarani | Zafarani (IRIB TV2, 2016)
- Fool | Ablah (Video, 2015)
- Capital 3 | Paytakht 3 (IRIB TV1, 2014)
- Sound Of Baran | Avaye Baran (IRIB TV3, 2013-2014)
- Remembrance | Yadavari (IFILM, 2013-2014)
- Mehrabad | Mehrabad (IRIB TV5, 2013)
- Capital 2 | Paytakht 2 (IRIB TV1, 2013)
- The Chef | Ashpazbashi (IRIB TV1, 2009–2010)